# Patrik Berger
Patrik Berger (Praga, 10 de novembro de 1973) é um ex-futebolista tcheco que atuava como meio-campista.

## Carreira

### Início
Começou a carreira no Slavia Praga, time de seu país. Depois, passou por vários times: Borussia Dortmund, Liverpool e Portsmouth.

### Liverpool
Teve maior destaque no Liverpool, onde foi campeão da Copa da UEFA de 2000–01 e da Supercopa da UEFA de 2001. Pelos ingleses, atuou em 196 jogos e marcou 35 gols, sendo por muito tempo um dos principais jogadores do time ambidestro. Berger era um jogador de muito talento e técnica, um dos melhores jogadores tchecos dos últimos anos. 

### Seleção Nacional
Pela Seleção Tcheca, Berger disputou 42 jogos e marcou 18 gols. Disputou pela Seleção a Eurocopa de 1996 e a de 2000.
Berger se retirou dos campos na temporada 2009–10 pelo Sparta Praga, maior rival do time que o projetou, o Slavia Praga.

## Títulos
Liverpool
- Copa da UEFA: 2000–01

- Supercopa da UEFA: 2001
- Copa da Inglaterra: 2000–01
- Supercopa da Inglaterra: 2001

Borussia Dortmund
- Campeonato Alemão: 1995–96
- Supercopa da Alemanha: 1995

Sparta Praga
- Campeonato Tcheco: 2009–10

### Individuais
- Jogador do mês da Premier League: setembro de 1996

- Futebolista checo do ano: 1996 (compartilhado com Karel Poborský)

- Bola de Ouro Tcheca: 1999